# Trichophthalma novaehollandiae
Trichophthalma novaehollandiae är en tvåvingeart som först beskrevs av Macquart 1840.  Trichophthalma novaehollandiae ingår i släktet Trichophthalma och familjen Nemestrinidae. Inga underarter finns listade i Catalogue of Life.